# Sol Israel Schoenbach
Sol Israel Schoenbach   (Nova York, 15 de març de 1915 - Haverford, 25 de febrer de 1999) va ser un fagot i professor nord-americà.

## Carrera
Schoenbach va ser alumne del distingit fagot Simon Kovar. Va estudiar a la Universitat de Nova York i va ser doctor honoris causa per la Universitat de Temple i el "Curtis Institute of Music". Schoenbach va ocupar el càrrec de baixista de l'orquestra CBS des del 1932 fins al 1937. El 1937 es va convertir en baixista principal de lOrquestra de Filadèlfia, càrrec que va ocupar fins al 1957 quan Bernard Garfield va assumir el mateix càrrec. Durant aquest temps, també va ser membre del Quintet de Vents de Filadèlfia.
El 1957, després de retirar-se de l'Orquestra de Filadèlfia, fins al 1981, Schoenbach va ser el director executiu de la "Settlement Music School". També va ser president de la "International Double Reed Society" des del 1981 fins al 1984. Les escoles on va ensenyar inclouen el "Curtis Institute of Music", el "Berkshire Music Center" i el "New England Conservatory of Music".
Schoenbach ha rebut nombrosos premis al llarg dels anys, incloent-hi el "Philadelphia Award" (1975), el "premi Founders" de la "Philadelphia Music Alliance" (1994), el "Samuel Rosenbaum Award del National Guild of Community Schools of the Arts", la "Philadelphia Orchestra de Hartman Premi Kuhn" i el Premi al públic jove de Filadèlfia per un servei destacat en educació artística a la joventut presentat per la Fundació Americana per a la Ciència de la Intel·ligència Creativa. El toc de fagot solitari de Sol Schoenbach va aparèixer a la pel·lícula negra de 1957, The Burglar, protagonitzada per Dan Duryea i Jayne Mansfield, amb música del compositor Sol Kaplan.